# Haroldo I da Noruega
Haroldo I da Noruega, também dito Haraldr Belos-Cabelos ou Haroldo Cabelo Belo (em nórdico antigo: Haraldr Hárfagri; em norueguês: Harald Hårfagre; c. 850 – 943) foi o fundador e o primeiro rei da Noruega. Reinou entre 872 e 930.
Sucedeu seu pai, Haldano, o Negro, em 860, como soberano de diversos pequenos reinos esparsos, na região de Folde Ocidental, que haviam caído nas mãos de seu pai através da conquista e da herança, situando-se sobretudo no sudoeste da Noruega.
Foi o fundador da dinastia Hårfagreætta e o viquingue que uniu a Noruega. A batalha decisiva travada no fiorde de Hafrs ocorreu entre 885 e 900. Foi uma batalha naval, e a autoridade de Haroldo em sua plenitude era essencialmente a de um rei do mar. Também esteve ativo nas Órcades e Shetland, e mais tarde a opinião escandinava atribuiu boa parte da turbulência viquingue do final do século IX à insatisfação de uma jovem aristocracia de capitães do mar, contra o poder centralizador e autoritário do rei Haroldo.
Em 866, Haroldo fez uma série de conquistas sobre os pequenos reinos que iriam formar a Noruega, incluindo Varmlândia, na Suécia, e a sudoeste da Noruega moderna, que estabelecera uma aliança com o rei sueco Érico IV. Em 872, após uma grande vitória na Batalha do Fiorde de Hafrs, perto de Stavanger, Haroldo tornou-se o rei de todo o país. O seu reino estava, contudo, ameaçado por perigos exteriores, uma vez que muitos dos seus adversários se haviam refugiado não só na Islândia, mas também nas ilhas Órcades, Shetland e Hébridas, para além de outros locais no norte da Europa.
Porém, os seus adversários não tinham partido apenas por vontade própria. Muitos chefes tribais eram ricos e respeitados, constituindo também uma ameaça para Haroldo. Assim, eram muito pressionados por Haroldo, que os convidava a abandonarem as suas terras. Este desenrolar da história levou ao povoamento da Islândia e das terras ainda mais longínquas. De certa forma, o rei Haroldo contribuiu para a sociedade islandesa moderna e para que as sagas islandesas fossem escritas. Outras pessoas que contestavam os impostos pesados que Haroldo exigia, sobre terras outrora por elas dominadas, também partiram para a Islândia.
A fase mais adiantada do reino de Haroldo foi perturbada por conflitos com os seus muitos filhos. Deu-lhes a todos títulos de realeza e atribuiu-lhes terras, que deveriam governar como seus representantes. Contudo, este acordo não colocou um ponto final sobre a discórdia, que continuou no reinado seguinte. Quando envelheceu, Haroldo passou o poder supremo para as mãos do seu filho preferido, Érico Machado Sangrento, o qual gostaria que fosse o seu sucessor. Passaram a reinar juntos, em 930, quando Haroldo tinha 90 anos. Este viria a morrer 3 anos mais tarde, em 933, tendo tido 23 filhos de oito diferentes mulheres. Doze de seus filhos tornaram-se reis, dois dos quais sobre o país inteiro.

## Lenda

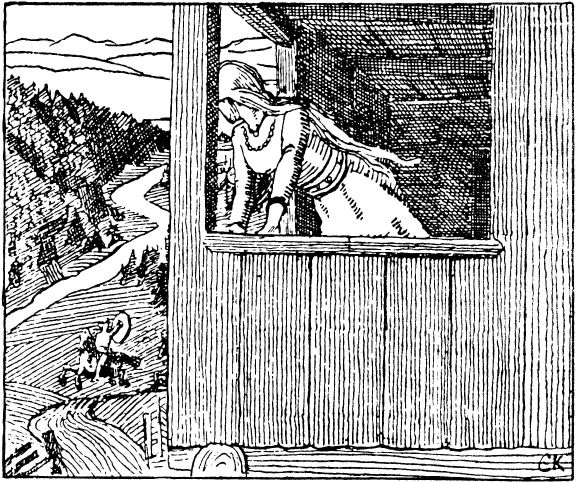
Gyda vendo os mensageiros de Haroldo anunciando o casamento

O nascimento da Noruega é, de acordo com uma lenda, uma espécie de história de amor. A lenda começa com uma proposta de casamento que acaba na rejeição e no escárnio de Gyda, a filha de um rei vizinho. Ela diz que se recusa a casar com Haroldo, enquanto ele não for rei de toda a Noruega. Haroldo foi, então, induzido a fazer um voto de não cortar, nem pentear o seu cabelo enquanto não fosse o único rei da Noruega. Dez anos mais tarde, cortou-o, já rei da Noruega, e casou-se com Gyda, que manteve a sua promessa. A maioria dos estudiosos crê que esta história é apenas uma lenda, inspirada pelos contos românticos que eram populares nas cortes, na altura em que a colecção de sagas Heimskringla foi escrita. A sua longa e bela cabeleira deu origem ao seu cognome, Cabelo Belo.

## Descendentes
Além do casamento mencionado na lenda sobre o nascimento da Noruega (que não foi o primeiro casamento do rei), sabe-se que Haroldo I casou-se mais cinco vezes, e teve ainda filhos ilegítimos.
Com sua primeira esposa, Asa Haakonsdatter, filha do conde Hakon Grjotgardsson, teve 4 filhos: 
- Gutormo, (?-915) rei de Glommen to Svinasund e Ranrike
- Halfdano “o Negro”, gêmeo, (?-932) rei das terras ao norte de Trontêmio
- Halfdano “o Branco”, gêmeo, (?-915) rei das terras ao norte de Trontêmio
- Sigrodo, (?-934) rei das terras ao norte de Trontêmio

Com sua segunda esposa, Gyda Eiriksdatter, filha de Érico, rei de Hordalândia, teve 1 filha e 4 filhos:
- Alofo “Aarbod”, casada em 890 com Thore Ragnvaldsson “o Silencioso”, filho de Ragnvaldo Eisteinsson, o Sábio e, portanto, irmão do líder viquingue Rolão
- Rorek
- Sigtryg – Na divisão feita por seu pai, os territórios de Vingulmarca, Romarícia, Folde Ocidental e Telemarca seriam dos filhos: Sigtrigo, Frode, Thorgils, Olavo e Biorno (os dois últimos são filhos da terceira esposa).
- Frode
- Thorgils

Com sua terceira esposa, Suanilda Eisteinsdatter - talvez filha de Eistein “Glumra” (“Calamidade” ou “Barulhento”), conde de Oplândia, e, portanto, irmã de Ragnvald Eisteinsson “o Sábio” -, teve 3 filhos: 
- Olavo Geirstadaalf, (?-934) rei de Vingulmarca, mais tarde também de Folde Ocidental
- Bjorn Haraldsson, apelidado "Marinheiro" ou "Mercador", rei de Folde Ocidental
- Ragnar Rykkil – Na divisão feita por seu pai, os territórios de Hedemarca e Gudbrandsdal seriam dos filhos: Ragnar, Dag e Ring (os dois últimos são filhos da quarta esposa).

Com sua quarta esposa, Alvilda, filha de Ring Dagsson de Ringerike, teve: 
- Dag
- Ring
- Gudrod “Skirja”  (este seria um filho ou uma filha?)
- Ingegerd Haraldsdatter

Com sua quinta esposa, Esnefrida, filha de Svase o Finlandês, teve 4 filhos: 
- Sigurdo Hrise (“Gigante”), rei de Ringerike – Na divisão feita por seu pai, os territórios de Ringerike, Hadeland, Thoten e suas dependências seriam dos filhos que teve de sua esposa Esnefrida.
- Halfdan “Haaleg” (“Perna longa”) (?-894)
- Gudrod “Ljome” (“Brilhante”)
- Ragnvald “Rettilbeine”

Com sua sexta esposa, Ragnilda Eiriksdatter da Jutlândia, “a Rica” (?-897), filha de Érico ou Rodrigo da Jutlândia (ou da Dinamarca), teve 1 filho: 
- Érico Machado Sangrento, sucessor do pai como Érico I, segundo rei da Noruega.

De uma concubina, cujo nome se desconhece, teve 1 filha: 
- Ingeborg Haraldsdatter

De uma concubina chamada Tora Mosterstang, teve 1 filho:
- Haakon, o Bom, terceiro rei da Noruega, sucedendo a seu meio-irmão Érico Machado Sangrento.

## Mapas dos antigos reinos noruegueses

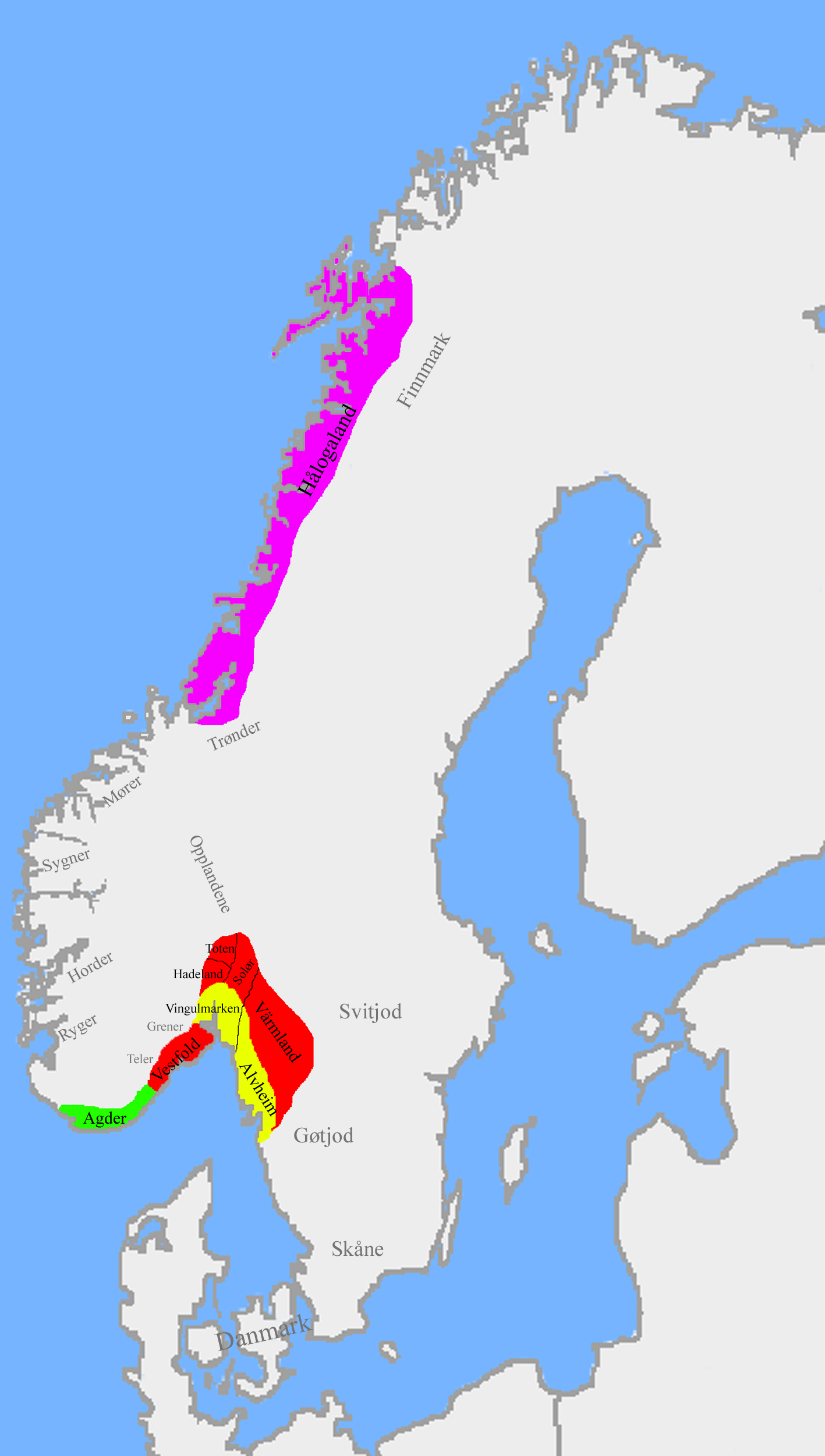
Reinos noruegueses em 820 na altura da morte de Gudrodo, o Caçador. Os reinos mais importantes eram Folde Ocidental (vermelho), Hologalândia (rosa), Alvheim (amarelo) and Agder (verde).
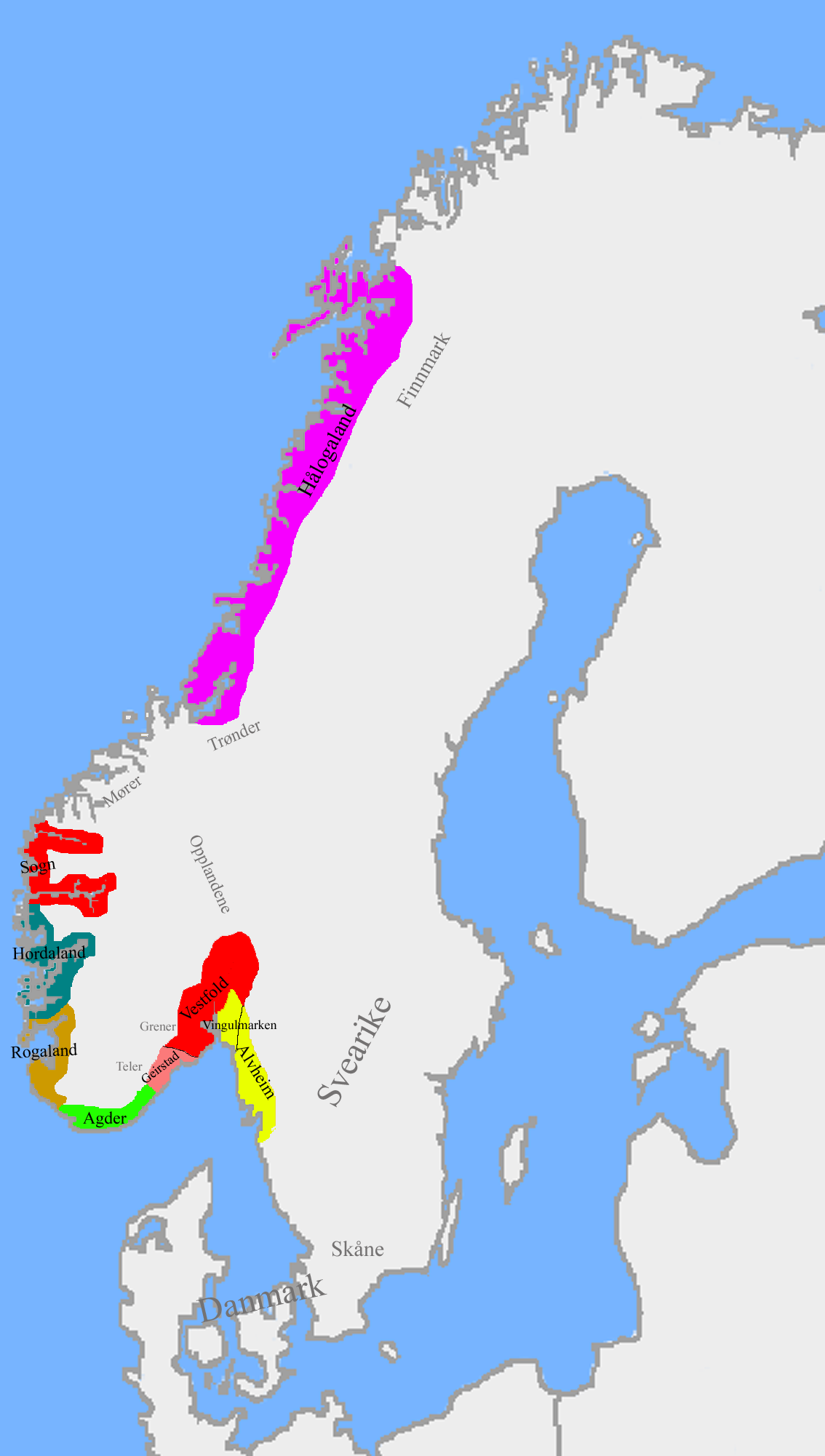
Reinos noruegueses em 860 na altura da morte de Halfdano, o Negro. A vermelho encontra-se o reino herdado por Haroldo.
Reinos noruegueses em 872 (o reino unificado encontra-se a vermelho) antes da batalha decisiva do fiorde de Hafrs.
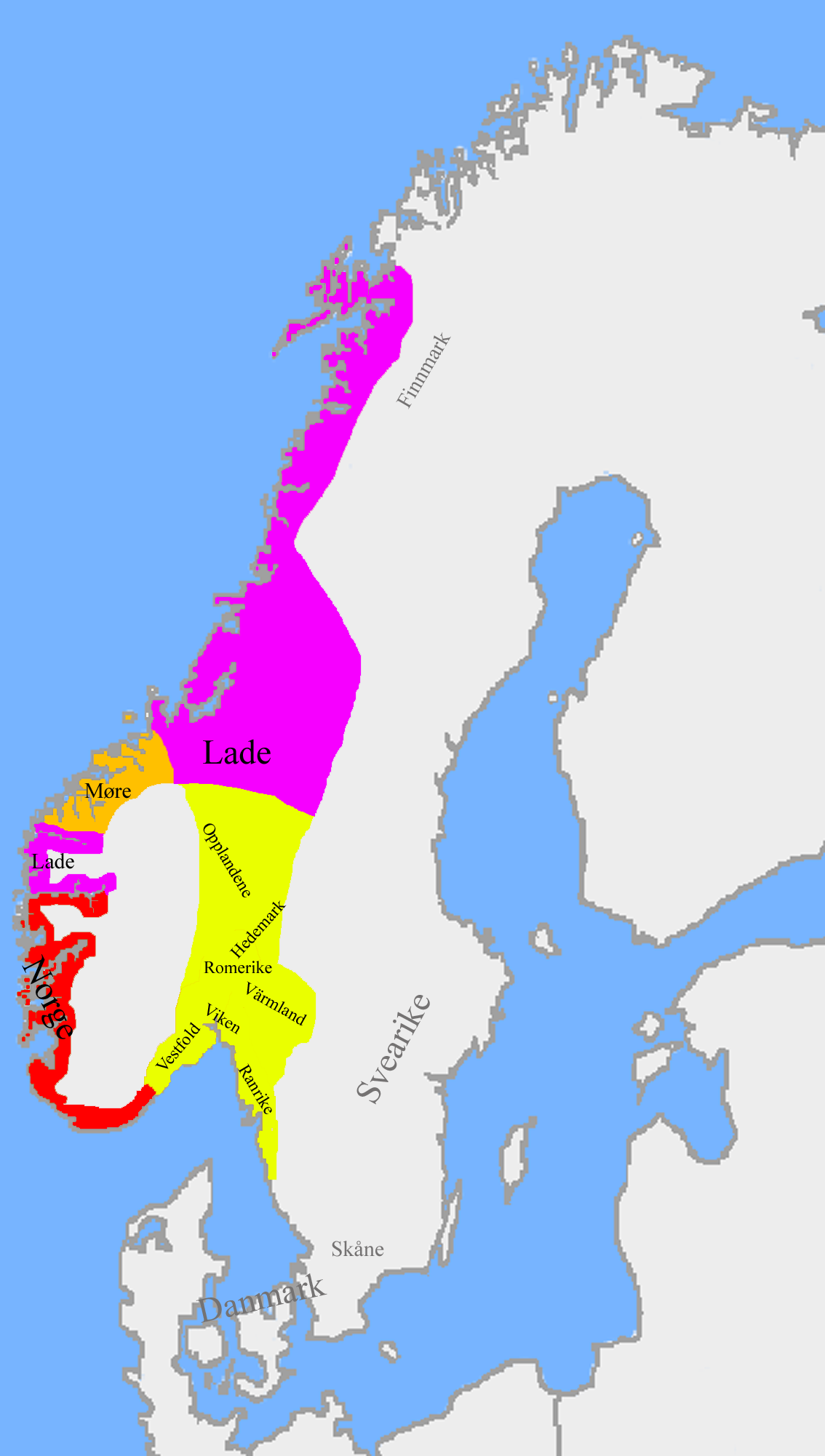
Divisão do reino em 930.

## Na cultura popular
Na série de televisão Vikings do canal History, Harald Finehair, o personagem baseado no rei Haroldo da vida real, é interpretado pelo ator finlandês Peter Franzén.